# Павлюченко, Иван Васильевич
Иван Васильевич Павлюченко (18 августа 1915 — 22 марта 1944) — командир эскадрильи 525-го штурмового авиационного полка 227-й штурмовой авиационной дивизии 2-й воздушной армии 1-го Украинского фронта, майор. Герой Советского Союза.

## Биография
Родился 18 августа 1915 года на хуторе Поповка ныне Кущёвского района Краснодарского края.
В 1935 году был призван в Красную Армию. В 1939 году окончил Сталинградскую военную авиационную школу пилотов. Участник советско-финской войны 1939—1940 годов.
Участник Великой Отечественной войны с июня 1941 года. Сражался на Северо-Западном, Брянском, Воронежском и 1-м Украинском фронтах. К марту 1944 года совершил 149 боевых вылетов на штурмовку военных целей, уничтожив 50 танков, 172 автомашины, 5 самолётов, 5 складов с боеприпасами, 3 переправы с живой силой и техникой врага. 22 марта 1944 года при возвращении с боевого задания самолёт майора Павлюченко попал в снегопад и разбился. Похоронен в городе Ровно, Украина.
Указом Президиума Верховного Совета СССР от 26 октября 1944 года за образцовое выполнение боевых заданий командования и проявленные при этом мужество и героизм, майору Павлюченко Ивану Васильевичу посмертно присвоено звание Героя Советского Союза.